# 五郎太石事件
五郎太石事件（ごろたいしじけん）とは、江戸時代初期に発生した毛利氏の家中騒動。熊谷党誅罰事件とも称される。
萩城の普請に必要な五郎太石（石垣の裏や隙間を埋める小石や砂利）が盗まれたことを発端として、重臣の熊谷元直や天野元信らが主君・毛利輝元によって粛清された事件である。

## 概要

### 背景
毛利氏と同格であった有力国人領主といえども、豊臣期末期には毛利氏家中に包摂され、自律性を喪失していた。一方で毛利氏領国経営から排除されており、不満を抱きつつ、専制化していた毛利氏権力に絶対服従せない状況にあった。
関ヶ原の敗北によって、輝元の専制的権力は大きく揺らぐことになった。石田三成・増田長盛ら豊臣奉行人との連携関係を重視する路線の中心にあった輝元出頭人は、徳川政権への移行によって後面に控えざるをえなくなった。
軍事力編成の面においても、安国寺恵瓊が処刑されたことに伴い、組編成の指揮をとることのできる人材が必要とされた。
また、豊臣期における毛利氏家中の有力国人層の石高を高い順に並べると、吉見氏・平賀氏・益田氏・三沢氏・熊谷元直・天野元信・宍道氏・細川氏と続き、熊谷・天野は一族を合計すると三沢を上回る。吉見は吉見広行不行跡の影響もあり冷遇、平賀は関ヶ原後に家中から離脱、三沢と細川は長府藩に属することとなったため、益田・熊谷・天野・宍道が萩本藩内における旧国人層の上層に位置していた。
以上のような要因に基づき、関ヶ原後元直は重要な役割を担うようになった。

### 萩城築城と対立
慶長5年（1600年）10月の防長減封後、毛利輝元は江戸幕府に居城の建設を命じられ、萩城の築城にとりかかかった。
熊谷元直は江戸町普請に携わった経験もあって、萩城普請では中心的な役割を担うこととなった。
慶長10年（1605年）3月14日、元直の娘婿・天野元信の者が事前に運び入れ、二の丸東門入り口の松の木の下に積んでいた五郎太石（ごろたいし）の盗難が発生した。天野方は盗人3人を捕らえると、同じく普請に従事していた益田元祥・景祥父子方の者と判明したため、益田方の普請奉行として肝煎を務めていた栗山兼成（三郎右衛門）の元に訴えた。兼成は事を大きくせずに解決しようと努めたが、天野方は益田方の人夫70人が荷担した大規模な盗みであると主張し、前々夜も20人が盗みに加わったとして、合計2100荷の五郎太石の弁償を要求する。兼成は前々夜の盗みについては証拠が無いため、その要求を拒否した。
3月15日、熊谷方の肝煎である生駒三郎兵衛が調停しようとするも、失敗する。熊谷側は天野方に味方したとされ、天野方は以後の対応でも強硬路線を崩さなかった。
3月16日、両者の対立が激しくなったため、公儀の調停者として宍道政慶や宍戸景好（善佐衛門）、柳沢景祐らが相次いで仲裁に乗り出し、やがて1700荷の弁償を提案した。だが、天野方は工事遅延を理由に、即日2100荷の弁償を求めて譲らなかった。
3月17日、益田方は盗人である家人3人を斬首に処するが、盗難分の返還量に納得しなかった元信は義父元直と連携して提訴に及んだ。提訴には、元信のほか、熊谷元実・三輪元祐・佐波次郎左衛門尉・牧野次郎右衛門尉・中原善兵衛尉の六名で元実・三輪・佐波・牧野は元信の指揮下で普請に当たっていた者で、元実・三輪・佐波は元信同様に元直と姻戚関係、あるいは縁戚関係にあったもと考えられる。
この訴えにより、東門の普請が中断しただけでなく、2代将軍となった徳川秀忠を祝うための輝元の上洛まで遅れた。輝元は益田元祥・景祥父子に事を託して、4月に出立し、同月22日に伏見に着き、秀忠に拝謁したのち、5月上旬に伏見を出た。築城作業の遅延が江戸幕府の不興を買うことを恐れた輝元は、5月下旬に萩に帰城すると、元直や元信らを罪に定めた。

### 処罰
そして、7月2日に輝元は熊谷・天野の屋敷に軍勢を送った。元直は輝元の面前で処罰されることを願い、嫡孫の次男二郎三郎（熊谷元貞）と三男猪之助を人質として提出した。願いは叶わず、元直は妻や息子の次郎左衛門尉とともに宍戸元富らに殺害された。人質の両名は桐原惣右衛門が随行し、毛利宗休邸に監禁された。その後阿曽沼邸を経て二郎三郎は洞春寺、猪之助は保福院に預けられることになったが猪之助は保福院への道中に殺害された。二郎三郎は長府へ移された。
長府は秀元の居所であり、元直の嫡子・熊谷直貞と毛利秀元の姉妹との間に生まれため、秀元が助命嘆願したか輝元が秀元との関係悪化を危惧して助命したと考えられ、当面、長府藩で庇護されることになった。
元信は妻とともに桂元綱らによって殺害された。三輪元祐、中原善兵衛尉は追放相当であったが、家中を乱す行為が目に余ったとの理由で同じく討手が下され、元祐は香川景貞らに、善兵衛尉は庄原元信らによって、それぞれ討たれている。佐波次郎左衛門尉については殺害の意図はなく、追放処分が相当であったが、元直とともにいたために一緒に殺害された。
他方、熊谷元実は殺害相当であったが、福原広俊の縁者だったため、追放処分で済まされた。牧野次郎右衛門尉もまた、追放処分に処されている。
さらに、この事件は毛利家中において大きな地位を占めていた、熊谷氏と天野氏の一族にも処罰が及んだ。熊谷氏では、元直の甥・熊谷元吉は襲撃時に元直をかばったが、従来からの一味ではないとされ、追放処分とされた。天野氏では、天野元因（元信の兄・元友の嫡孫）や天野元重（元信の兄・元祐の嫡子）が同じく、元信襲撃時に元信をかばっているが、こちらも従来からの一味ではないとされ、追放処分とされた。
なお、熊谷氏と天野氏の一族の中でも、熊谷就真（元直の父・高直の弟）や天野元嘉（元信の兄）は、全く関与がなかったとして処罰されなかった。

### 処罰後
12月14日、輝元は家臣団の動揺を抑えるべく、福原広俊以下の家臣819名の連署起請を出させている。
熊谷元実・熊谷元吉・天野元因は慶長13年から15年頃に帰参を許された。ただし、元実は嶋村、元吉は小澤と熊谷の名字をいったん捨てている。
佐波氏は存命していた父・佐波広忠が弁明した結果、広忠をもって存続が許された。
熊谷元貞は慶長17年の秀就の初入国にあわせて対面を許され、帰参している。元貞死没時には2000石を宛行われ、給地の面では断絶前とほぼ同程度を回復した。

## 考察
- 輝元自らが書いた罪状書[19]がすべて真実であるかは不明とされる。五郎太石事件解決に向けた調停を拒否して、輝元の上洛を遅らせたこと[注釈 8]、縁組や姻戚・血縁関係を通じて、熊谷・天野派を形成しようとしたこと、輝元の権威を失墜させる行為などが共通して罪に問われている[13]。
- 元直と元信は、両名ともキリシタンであった（自害を拒否したのも信仰上の理由とされる）。元直に対する罪状書では、キリスト教信仰を禁止したにもかかわらずにそれを無視し、一族や縁者までも改宗させたことが、罪科として記されている。一方でキリシタンであることが以前から問題視されていたことを示す史料は他に確認できないため、処罰理由の最大の要因とはいえないとの指摘もある[20]。
- イエズス会は、元直と元信の両名や一族が棄教しなかったことが、輝元による粛清の理由であるとしている。元直は殉教者として、のちにローマ教皇庁によって列福されている（ペトロ岐部と187殉教者）[21]。
- 輝元は国人層の自律性を否定し、出自にかかわらず家臣団を同質化しようとする指向性を持っていたものの、この時点で国人層の同質化を一気に進めることは危険が伴った。輝元は本事件に対し、処分には強弱をつけた。忠誠を尽くせば旧国人層といえどもぞんざいな扱いを受けることはないことを可視化した[22]。一方で藩主権威に関わることは強権を持って対応し、藩主権威の回復と家臣団を引き締めることにも成功させている[23]。
- 事件のきっかけを作った益田元祥・景祥父子は全く処罰の対象とならなかった[24]。むしろ、彼らの毛利家中における地位や重要性は、この事件後に上昇したものの[24]、領主としての自律性高める方向には向かわず、毛利氏の官僚的な性格へと変質していった[25]。
- 安芸天野氏の動向を研究していた長谷川博史は、中世の安芸の記録に多く登場しながら動向が不明となっている国人・保利氏が天野隆重系の天野氏（金明山天野氏・志芳堀天野氏とも）の別名であり、単に天野氏と記されている場合には同族である天野興定系の天野氏（生城山天野氏・志芳東村天野氏とも）を指すとした上で、保利氏（天野氏）は本来であれば毛利氏と同じ安芸国の国人でありながら福原氏との婚姻関係[注釈 9]によって、によって早い時期（吉田郡山城の戦いの頃）に毛利家中と同様の待遇を受けるようになったとしている。熊谷氏も経緯は異なるものの、毛利領に隣接する有力領主として保利氏（天野氏）同様の存在となっており、この両氏は生城山系の天野氏をはじめとする他の旧国人層とは異なる処遇を受けていた（それ自体は当時の毛利氏の状況に応じた両氏への統制策であった）。また、保利氏（天野氏）と熊谷氏の度重なる婚姻も、両氏の毛利氏における特殊性に由来しているとも考えられる。元就の時代に特殊な事情で国人としての性格を保持した（非同質化しない）まま家臣団の一員として組み込まれる形となった保利（天野）・熊谷両氏は、輝元の時代（特に防長移封後）の家臣団編成においてむしろ障害になっており、この両氏への特殊な統制策（特別待遇）を清算する必要があったとしている[26]。

## 史料など
- 事件については、山口県文書館所蔵の「毛利三代実録」や、毛利博物館に保存されている関係文書に示されている。
- 東門の石垣には「是より南益田仕口」との銘文が刻まれており、五郎太石事件との関連性が推定できる遺物となっている。